# Милош Обреновић
Милош Теодоровић Обреновић (Горња Добриња, 18. март 1780. или 1783 — 26. септембар 1860), био је кнез Србије од 1817. а пре тога други врховни вожд од 1815. године. Године 1830. добио је достојанство наследног Кнеза. Владао је Србијом од 1815. до 1839. и од 1858. до 1860. године. Учествовао је у Првом српском устанку као борац да би због заслуга догурао до звања војводе, истакавши се у борбама код Ужица. Након слома устанка, 1813, био је један од малобројних војвода који су остали у земљи чиме је задобио поверење значајног дела народа, у то тешко доба.
Након краћег времена и појачаног терора османлија стао је на чело као изабрани вођа Другог српског устанка, који је подигао у Такову, 1815. Учествовао је у најважнијим биткама и лично водио преговоре са Турцима. Склопио је усмени договор са Марашли Али-пашом о мешовитој српско-турској управи. За време његове прве владавине, упорном дипломатијом, Србија је постала аутономна кнежевина у оквиру Османског царства и укинут је феудализам након чега је настао нови друштвени слој слободно сељаштво. Кнез Милош је владао аутократски, стално одбијајући да ограничи и дели власт, због чега је против његове власти било подизано неколико буна. Најзначајнија је била Милетина буна која је за последицу имала доношење краткотрајног либералног Сретењског устава који је поставио темеље правног поретка у земљи. Током своје прве владавине, кнез Милош је био најбогатији човек у Србији и један од имућнијих на Балкану, а током изгнанства пословно су га претекли други велетрговци. Иако је био неписмен током његове прве владавине основане су 82 школе, 2 полугимназије, 1 гимназија и Лицеум Књажества сербског, који представља темељ високог образовања.
У изгнанству је провео 19 година, од 1839. до 1859. године, прво у Бечу а потом на својим имањима у Влашкој, одакле је давао политичку подршку својим присталицама у Србији. Враћен је на власт после Светоандрејске скупштине 1858. Током краткотрајне друге владавине наложио је да се прогоне политички противници за које је сматрао да су одговорни за његово вишегодишње изгнанство али је и усвојен Закон о скупштини чиме се у земљи утемељио парламентарни систем. Када се вратио у Србију, ушао је преко Гургусовца, ког је том приликом преименовао у Књажевац.

## Младост и трговина стоком
Милош Обреновић је био син Вишње Урошевић и њеног другог супруга Теодора Михаиловића, сиромашног сељака из Црногорског среза Ужичке нахије. Рођен је у селу Горња Добриња код Пожеге, око 1783. године.
Милошеви родитељи Теодор и Вишња су пре ступања у брак имали већ засноване породице. Теодор је пре женидбе са Вишњом био у браку са женом Горданом, са којом је имао три сина, а Вишња је у првом браку била удата за Обрена Мартиновића из села Бруснице у Рудничком крају, са којим је родила синове Милана и Јакова, као и ћерку Стану. У другом браку Теодора и Вишње родио се најпре син Милош, а касније Јован (1786) и Јеврем (1790). Милош је имао тешко детињство, јер му је отац рано умро и он се са мајком и два брата нашао у великом сиромаштву.
Око 1800. године, Милош је постао слуга у породици Аксентија Јечменице, богатог трговца стоком са Златибора. У то доба, марвени трговци су откупљивали стоку у једном крају да би је потом по вишој цени продавали у другим крајевима. Стока се обично гонила од пар десетина до више стотина километара, у места где је била веома тражена, а те маршруте су биле добро уходане. За овакав посао били су им потребни неожењени момци, навикнути на одвојеност од куће и породице, вични у раду са марвом, добри у јахању, увек спремни да спавају под отвореним небом, али и добри у руковању оружјем јер је било потребно чувати велика стада од хајдучких заседа и дивљих звери. За то кратко време, млади Милош прошао је целу Шумадију, Подриње, Херцеговину и Босну, упознавши том приликом нове предели и људе као и бројне обичаје. Милош је тада имао прилику да посматра старије људе како праве разне пословне договоре, неретко, само са давањем речи или вере. У својој аутобиографији Милош је оставио сведочанство: „По неком времену пак отац наш Теодор умре, и ми, још недорасла деца, останемо сиротни. Ја, као најстарији, кад сам узрастом приспео за службу, мати ме даде код марвених трговаца, које сам три године служио; и кроз то време с њима ходио трговине ради у Задар и у Венецију... Затим на једну годину дође брат наш Јаков из Бруснице, узме матер и нас све троје деце и одведе к себи. Милан, наш брат већ је зачео и трговину марвену водити, па сад и мене к себи у радњу узме.“
Сматра се да је боравак у Венецији на младог Милоша, у ритама и са фесом на глави, оставио веома снажан утисак којег се током целог живота радо сећао чак и под старе дане. Године 1805. оженио се Љубицом Вукомановић. У време доласка Милоша код брата у Брусницу, Милан је радио ортачки са Турчином Ћор-Зуком. С овим ортаком Милановим Милош је, доцније, често ишао по селима, те лучио браве.

## Војвода у Првом устанку
Када је избио Први српски устанак 1804. године, Милан Обреновић је био један од покретача и вођа народног устанка. Кроз кратко време, током самих догађаја, Милан је постао војвода нахије рудничке, а затим и пожешке (чачанске), и ужичке. Уз брата Милана, Милош је учествовао у бројним бојевима и у управним и судским пословима.
Милош је 1805. године на предлог газде Николе Луњевице, добио од Карађорђа војводски чин (Звање војводе у устаничкој војсци није представљало феудалну титулу већ војнички чин у рангу данашњег команданта бригаде, који је поред војничких дужности давао овлашћења за рад на управним и судским пословима у одређеној области или нахији током рата). Током борби за Ужице 1807. године, под зидинама тврђаве, у нападу на један шанац, војвода Милош је био тешко рањен у груди (пребачен је у Београд, где га је лечио Хећим-Тома). Иако га већина отписала, војвода Милош се након дванаест недеља излечио и опоравио. Пред крај године 1810, Милан Обреновић, током боравка у Букурешту, код главнога заповедника руске војске, као народни депутат, изненада се разболео и након неколико дана умре. Милошево презиме је било Теодоровић. Презиме Обреновић преузео је по свом полубрату Милану, истакнутом војводи, који је имао велики углед у народу. Међутим, није јасно када је Милош почео да користи презиме Обреновић. Уобичајено мишљење је да је то урадио после Миланове смрти 1810. године, мада новија открића показују да је још 1808. почео да се потписује као Милош Обреновић. Уз њега је Милош прошао кроз готово све веће битке у Првом српском устанку. Због показане храбрости, Карађорђе му је поверио Ужичку нахију на управу и одбрану.

## Милош као турски обор-кнез
После пропасти устанка, Милош је био једини од истакнутијих војвода који је остао у Србији. Добио је амнестију од Турака и постао обор-кнез Рудничке нахије, а после угушења Хаџи Проданове буне Крагујевачке и Пожешке нахије.
Након слома устанка и уласка турских снага у Србију у јесен 1813. године, војвода Милош, је одлучио да не напушта земљу, већ се окренуо на задатак да спашава народ од терора турских јединица које су имале дозволу да 21 дан спроводе зулум у знак освете. И самим турским заповедницима је користило да имају, и поред свега, виђеније људе из народа уз себе како би контролисали стање у Србији. Поред тога, Милош је већ био означен од Турака да је за време устанка био у групи противника Карађорђу. Недуго потом, новопостављени београдски везир Сулејман-паша Скопљак поставио га је за кнеза Рудничке нахије у Такову, а сам Милош није жалио новаца за такво поверење. Кад је почетком септембра 1814. год. на путу за Русију прошао кроз Срем Карађорђе је био предмет опште пажње, а поготово о томе је доспео глас до његових људи. Тако су у околини Чачка људи војводе Хаџи Продана Глигоријевића дигли буну, већ средином септембра, у незгодно време, почетком јесени. Хаџи Проданова буна је кренула без ранијег договора и припрема. Стога Милош Обреновић и Станоје Главаш, да не би дошло до тежих заплета, пристадоше одмах да ту буну угуше заједно с Турцима ако се побуњеницима да амнестија. Хаџи Продан је, видећи да устанак није нашао жељеног одзива, пребегао у Аустрију, а Милош је брзо умирио његов крај и околину Крагујевца, где се, исто тако, било дигло више стотина људи. Ту буну искористио је Сулејман-паша да у земљи уведе терор. Почетком 1815. године, Русија, која је после победоносног завршетка рата са Наполеоном војно и дипломатски ојачала, почела је енергично инсистирати на Порти да се промени понашање Турака према Србима. Истовремено, у земљи је незадовољство због турског зулума и хаоса достигло поново тачку кључања, поготово након успеха Турака да убију Станоја Главаша под оптужбом да је помогао Хаџи Продану да побегне у Војни крајину. Управо у том тренутку Милош се налазио у Београду и са запрепашћењем угледао главу Станоја Главаша набијену на колац, испред Сулејман-пашиног сараја, након чега се један од убица обратио Милошу: Е, бива, сада је на твоју ред! Ово ће Милошу бити лични мотив за догађаје који ће убрзо уследити. У међувремену, Сулејман паша, позвао је све српске кнезове код себе, али након већања није хтео да пусти Милоша да се врати у своју нахију. Тада је Милош предложио паши, за кога је знао да је грабљив на новац, да откупи сто Срба, који су се код паше налазили као робови. Након исплате капаре од 150 дуката, Милош, се са откупљеним робљем упутио у своју нахију како би од народа прикупио 50.000 гроша и тиме потпуно исплатио паши договорену цену за своју слободу и слободу сужњева.

## Други српски устанак
Стигавши у село Црнуће, где му се налазио конак, Милош је почео да окупља виђеније људе око себе, међу њима Арсенија Лому, Лазара Мутапа, Јована Добрачу, Милића Дринчића и друге и да врши припрему устанка за народну слободу. За празник Цвети, 11. априла по старом, односно 23. априла по новом календару 1815. године, у дубини густе и мрачне храстове шуме са столетним стаблима пред скривеном Црквом брвнаром у Такову обратио се изабрани велики вожд Милош окупљеном народу попевши се са заставом на камен стожер са захтевом да се узме оружје у руке узвиком: “Ево мене, а ето вам рата с Турцима!” Предајући заставу Сими Паштрмцу чиме је отпочео Други српски устанак.
Недуго потом, Турци су послали значајне снаге из Београда да угуше буне, а устаничка војска им је кренула у сусрет. Две војске су се судариле код Палежа (на месту бојног поља настао је савремен град Обреновац) и након борбе устаници су однели прву победу. Тада су скелом из Срема прешли Стојан Чупић, Петар Молер, Павле Цукић и др. Охрабрен победом, Милош се са војском, која је добила велики морални подстицај, упутио преко Ваљева, који су претходно ослободили, на фронт код Љубића. Срби су били уверени да имају довољно снаге да освоје Чачак. Спустили су се са брда Љубић у долину и ту доживели тежак пораз. Велику пометњу у устаничким редовима изазвала је и вест о погибији Танаска Рајића, и то поред оних топова које су Срби заробили на Палежу. Милош је наредио да се устаници поново повуку на Љубић и ту извршио прегруписавање и попуњавање својих снага. У том одлучујућем тренутку, средивши своје редове, поново су кренули на Турке, да би у борбама на Западној Морави погинуо главни турски заповедник Имшир-паша. Пашина смрт је унела велику панику у турске редове. Турци почеше брзо да напуштају борбу и да се предају, након чега су напустили, 29. маја, Чачак. Месец дана потом освојен је, после борбе, и Пожаревац. Када је Ибрахим паша по заповести бившега великог везира а тада босанског везира, Куршид паше, кренуо са јачом босанском претходницом у Мачву, устаничка војска га је 14. јула на Дубљу напала и разбила. Сам Ибрахим паша је био заробљен. Кнез Милош се према њему опходио с много обзира и вратио га је Куршид паши као пријатеља. За разлику од Првог устанка Милош је забранио да се нападају султанови градови. И док су устаници држали турске снаге у београдској тврђави у блокади, велика османска војска се скупљала око устаничке територије.
Милош је био свестан да неће моћи да победи надмоћног непријатеља само војним средствима, већ је за то била и потребна и упорна дипломатска борба. У том циљу, одазвао се позиву босанског везира Куршид-паше да дође у његов логор на Орловом пољу, поред Дрине, како би „разговарали о миру“. Милош није успео у преговорима са Куршид-пашом, јер је овај тражио безусловну предају оружја. Након овог, Милош се упути на Велику Мораву, код Ћуприје, где га је чекао други турски великодостојник - Марашли Али-паша, румелијски везир, такође са предлогом за склапање мира. Марашлијини услови су били блажи, па је са њим склопио усмени споразум уз два главна услова: да Марашлија изда препоруку за српске делегате који ће отићи у Цариград да султану поднесу жалбу на Сулејман-пашу Скопљака и умоле Порту да постави Марашлију за новог београдског везира, као и да издејствују ферман којим султан даје опроштај Србима због дизања устанака. Претходно је Милош дозволио да се пропусти, да један део пашине војске прође безбедно за Београд, па су ту војску чак и снабдевали храном, и упутили су једну своју депутацију на преговоре у Цариград. Овакав споразум и безбедан пролаз до београдске тврђаве дела војске је вероватно закључен давањем „вере“ обзиром да се ради о личностима различите вероисповести. Порта и султан Махмуд II су у септембру 1815. године прихватили услове и то се сматра за прву дипломатску победу кнеза Милоша. У суштини усмени споразум кнеза Милоша и Марашли Али паше подразумева двовлашће, односно да паша има власт над Турцима и њиховим посадама по градовима где су њихови заповедници муселими, док Милош добија власт над становништвом и кнезовима, који ће убирати народни порез и давати га Народној канцеларији, а она исплаћивати Порти.
Половином фебруара 1816. године, Михаило Герман, кренуо је у прву дипломатску мисију у Петровград да руском цару Александру I однесе поверљиво писмо кнеза Милоша. Цар је у писму у ствари обавештен да Порта не извршава своје обавезе према Србији пошто не постоје међународне гаранције. Германова мисија је успела, јер је после овога писма цар наложио руској дипломатији да Порти поставе питање неодложног спровођења Букурешког уговора из 1812., који се у VIII тачки односио и на положај Срба. Међутим, Милош већ 1816. добија прве противнике који желе поделу власти, чиме би се увела тетрархија. Под том претњом Милош је оптужио Молера Марашлији као бунтовника који хоће нови рат. Везир је потом наредио да се Молер ликвидира, а Мелентија Никшића, који је крајем 1815. год. постао владика, ликвидирали су Милошеви људи у самом владичанском конаку јуна 1816, у Шапцу. У пролеће 1817. дигли су буну против Милоша Павле Цукић и кнез Сима Марковић, који су хтели да се врати Карађорђе. Буна је била брзо угушена, а бунтовници су свој подвиг платили главама.
Када се бивши Вожд Карађорђе у лето 1817. године тајно вратио у Србију, прво се састао са Вујицом Вулићевићем који је о свему обавештавао кнеза Милоша Обреновића. У договору са Вујицом, вожд се пребацио са својим момком Наумом скелом из Паланке у Рам, а потом у Радовањски луг код Велике Плане на имање Драгића Вујкића. Али, Вујицу је кнез Милош одабрао да организује Карађорђево убиство, које је морао да изврши. Пред саму зору, у освит 13. јула по старом, односно 26. јула по новом календару 1817. године, Никола Новаковић је Карађорђа ликвидирао. Учврстивши (што милом, што силом) након Другог српског устанка власт изнутра, Милош је стално настојао да добије и спољно признање, без чега није могло бити дугорочног решења за Србију.

## Самоуправа кнежевине
И поред руског настојања, Порта је годинама, и након слања више депутација, отезала с одговором. Крајем 1820. године, кнез Милош је послао пету по реду депутацију у Цариград како би као и претходне поновила своје захтеве. Међутим, у пролеће 1821. године у Влашкој и Пелопонезу избијају устанци које је припремила хетерија. Порта тада је ставила осам српских посланика у Цариграду у тамницу, где ће они остати скоро пет наредних година, међу њима је био и архимандрит Самуило Јаковљевић. Хетеристи су од кнеза Милоша тражили да зарати са Турцима. План хетериста за ослобађање хришћанских народа од Турака под вођством грчке Хетерије учинио се Милошу нереалним и одбија њихову понуду из личне опрезности и по руским саветима. Милош није желео да предузима ништа све док не види потезе великих сила, а пре свега Русије. Крајем фебруара 1821. године, кнез Милош је сазвао Скупштину у Крагујевац, због избијања буне у Влашкој, која је претила да се пренесе у Србију, а писмом од 26. марта 1821. године Милош се обраћа Миленку Стојковићу и Петру Добрњцу у Влашкој, који су се прикључили хетеристима, у коме их је упозорио да не покушавају буну из Влашке да пренесу у Србију. У исто време, крајем марта, буна избија у околини Пожаревца предвођена кнезом Стеваном Добрњцем (брат Петра Добрњца) и нахијским кнезом Марком Тодоровићем Абдулом. Буну је Милош угушио у самом зачетку, а коловође су побегле из Србије. Општи став који је тада преовладао је да су хетеристи закаснили пуних 17 година, а кнез Милош се током 1820-их налазио између две снажне струје, радикалних исламиста и радикалних хришћана, први нису желели да се муртатини (неверници) мешају у било какве државне послове једне исламске државе, а други су желели слободу и државу по било коју цену. Августа 1821. умро је београдски везир Марашлија, а на његово место долази Абдурахман-паша. Јануара 1825. године у Јасеници против кнеза Милоша избија буна под вођством Миливоја Поповића Ђака, која ће у историји бити позната као Ђакова буна. Побуњеници су у Пожаревцу похарали имовину и конак Јована Обреновића, који је побегао у Пореч. На збору у Тополи побуњеници су истакли 15 захтева – промена пореске политике, укидање неких намета, обнова скупштина кнежина, слобода трговине и сл. Фебруара Тома Вучић Перишић је потукао побуњенике. Милоје Ђак ухваћен и погубљен у Хасан пашиној паланци. После побуне Милош наредио да се из сваког села проберу један или два стаситија младића и сврстају у “кумпаније” тј. чете, по једну за сваку од 12 нахија. Њих 1147 под именом “Уписани пандури” представљају прву јединицу стајаће војске у Србији. Крајем фебруара кнез Милош сменио неке старешине укључујући и свог брата Јована, којима је народ био незадовољан. Маја сазвана скупштина народних представника коју су чиниле нахијске и кнежинске старешине, кнезови суда, кметови села. Скупштина изразила поверење Милошу, смањени порези са 20 на 14 гроша, издата уредба о суђењу према којој се странке суде код свог кмета, онда код кнеза и на крају код магистрата тј. великог суда у Крагујевцу. Године 1825. на руски престо долази нови руски цар жустри Николај I, који је марта 1826. упутио ултиматум у Цариград да се покрену реформе. Султан Махмуд II, 26. маја, укида јаничарски ред, који изазива буну у Цариграду и Босни. У лето 1826. године у Акерману започињу преговори, између Русије и Турске, који ће се окончати потписивањем конвенције, којом се решавало питање самоуправе Молдавије, Влашке и Србије. Међутим, у Цариграду ће се јавити тежња за отпором јер су се око грчког питања удружиле Русија, Енглеска и Француска, које су својим флотама онемогућавале турску флоту да пребаци трупе против Грка. У октобру 1827. удружене флоте ових сила ће поразити код Наварина турску флоту. То је довело до прекида дипломатских односа а потом и до рата између Турске и Русије. Кнез Милош ће током овог рата остати неутралан.
Након руско-турског сукоба и склапањем Једренског мира, септембра 1829. године, Порта се обавезала да изврши Акерманску конвенцију. Султан Махмуд II је већ 18. септембра 1829. године издао претходни акт о самоуправи, који је 2. децембра 1829. регистрован службено у Београду и саопштен Народној скупштини у Крагујевцу. Порта је 30. новембра 1830. издали хатишериф о самоуправи Србије. Хатишериф из 1830. означио је велики преокрет у развоју Србије. Данак Турској је тачно утврђен. Хатишерифом се гарантује слобода трговања, подизања школа, цркава и манастира, организовања сопствених судова и административних органа. Предвиђено је да турско становништво може да станује само у градовима или да напусти земљу. Поред тога, Порта се обавезала да ће вратити и шест округа, које је Србија изгубила 1813. године. У исто време, 1830, издат је и берат којим је кнезу Милошу Обреновићу признато наследно кнежевско достојанство у његовој породици.
У пролеће 1831. године босански бегови на челу са Хусеин-капетаном Градашчевићем и скадарски везир Мехмед-паша Бушатлија су се побунили против султанових реформи. Милош Обреновића је са једне стране, подржавао антиреформски покрет у Албанији, а са друге стране нудио је српску војску султану да угуши устанак у Босни, који је и избио због припајања шест нахија Кнежевини Србији. Гушећи побуну босанских муслимана велики везир Мехмед Решид паша предао је Милошу и Србији на управу Јадар и Рађевину и делове сјеничке и новопазарске нахије.
Како је Турска одуговлачила са предајом округа, Милош је 1833. године у тим окрузима подстакао побуну против Турака и одмах их запосео војском. Хатишерифом из 1833. године Порта је признала и ову промену. Спахијски (феудални) систем у Србији је укинут, сељаци су постали власници земље. У пролеће 1829. године основана је Законодавна комисија која је започела превод Француског грађанског законика или Наполеонов кодекс из 1804. (Code Napoléon), који је имао више од хиљаду чланова, a замишљено је да буде прилагођен обичајима, потребама народа и преуређен у „Code Miloch“. На Законику су радили: Вук Караџић, Димитрије Давидовић, Лазар Зубан, Сима Михаиловић Слома, Анта Протић, Цветко Рајовић и др. Међутим, усвајање законика је одложено за каснији период. Како је кнез Милош хатишерифом из 1830. и 1833. уредио односе према Порти, требало је да уреди и свој положај према народу. Али Милош је избегавао да ограничи своју власти. Он је хтео да остане неограничени господар у земљи, као што је био и дотле. Та његова жеља је међутим, наилазила на отпор и код народних старешина, који су хтели да дођу до утицаја на државне послове, и у народу, који се опирао тиранији.

## Владавина права
Одсуство државног уређења и суда у Србији се веома осећало, повећавао се број понижених чиновника, који су бивали и батинани, обесправљених трговаца и старешина, који више нису били спремни да трпе понашање кнеза Милоша и његових најближих сарадника. Поред тога, Милош је и даље избегавао да организује Савет што је по хатишерифу из 1830. био обавезан да учини. Упркос томе што је формално ослободио сељаке феудалних односа, кнез Милош је ипак задржао поједине феудалне обавезе, што ће га мало касније умало коштати владавине. О оваквом стању најбоље сведочи писмо кнезу Милошу упућено од списатеља Вука Караџића по одласку из Србије, 1832. године, у којем оштро критикује Милошев начин владања, и које делом гласи:
Опет на кратко да кажем: с владањем ваше светлости тамо нико није задовољан, ама баш нико, осим ваша два сина, а и они да су мало старији, можебити да би били незадовољни...1. Ваљало би народу дати правицу, или, као што се у Европи говори, конштитуцију... да се одреди начин правитељства и правитељство да се постави... да се сваком човеку осигура живот, имање и чест, да свак свој посао који никог није на штету, може радити по својој вољи и по својој вољи живети; да сваки човек зна, шта му је чинити, да се не боји нити вас, нити иког другог, да нико никога не може на силу натерати да га служи... Данас у Србији правитељства, у правоме смислу ове речи, нема никаквог, него сте правитељство ви сами; када сте ви у Крагујевцу, и правитељство је у Крагујевцу; када сте ви у Пожаревцу, и оно је у Пожаревцу; када сте ви у Топчидеру, и оно је у Топчидеру, када сте ви на путу, и оно је на путу...
Осећајући узнемиреност старешина и народних маса, кнез је на заседању Скупштине 1. фебруара 1834. обећао значајне законодавне и административне реформе. Дао је и један нацрт устава, а пре његове израде је поставио пет министара. За министра правде и просвете поставио је Лазара Теодоровића, за министра унутрашњих дела Ђорђа Протића, за министра финансија Коцу Марковића, за министра војске Тому Вучића Перишића и за министра иностраних дела Димитрија Давидовића. Међутим, никаквом уредбом им није одредио њихове дужности. Како је Милош и даље наставио да се понаша као и раније, његови противници су сматрали да се он једино може уразумити ако се јасно покаже народни бунт. Тако је почела да се против кнеза спрема завера, у његовој ужој и широј околини.
Почетком јануара 1835. године, у Крушевцу, у кући Стојана Симића је скована договор/завера од стране Милосава Здравковића Ресавца, Милета Радојковића, Ђорђа Протића, Милутина Петровића Ере (брата Хајдук Вељка) и Аврама Петронијевића. Тајни договор, који су завереници постигли подразумевао је постављање захтева кнезу Милошу кад се састане Скупштина, као и насилна средства у случају ако одбије њихове захтеве. Једни су на састанку предлагали да се убије, други да се збаци и протера, међутим, превладао је став Милета Радојковића, по коме је и буна добила име – Милетина буна, да се власт кнеза Милоша ограничи уставом, укине кулук, омогући народу право на употребу шуме и оно најважније за обесправљене трговце, укине монопол на унутрашњу и спољну трговину.

Када је дошло време за акцију, Симић је повео мало људи из Крушевца, док остали нису успели да окупе никог иза себе. Једино је Милета Радојковић повео велики број људи из Јагодине за Крагујевац. Када су револуционари стигли надомак Крагујевца, сачекао их је окупљен народ коме је Петронијевић одржао запаљив говор оптужујући кнеза Милоша да се понаша као паша који повећава порез и намете народу као да је држава његова баштина. У сусрет револуционарима кренуо је Тома Вучић Перишић, који је стао у одбрану кнеза Милоша, али је војску од 150 коњаника оставио на старање капетану Петру Туцаковићу, избегавајући сукоб док не сазна разлоге за побуну. У међувремену, побуњеници су у Крагујевцу предлагали да се нападне Пожаревац где се кнез Милош налазио, али Милета је и даље остао при томе да се кнежева власт ограничи. Вучић је пристао да буде посредник и пренео вести кнезу, који је чак помишљао и на бекство. Милош се одлучио, а највероватније по Вучићевом наговору, да постигне коначан договор са вођама народне побуне. Заплашен овом буном, кнез Милош, је након састанка одлучио да изда устав и да установи Државни савет. Израду устава је поверио Димитрију Давидовићу, а Скупштину је сазвао за 2. фебруар/14. фебруар 1835. године.
Устав је израдио Давидовић по угледу на француски устав из 1791. и уставне повеље од 1814. и 1830, и белгијски устав од 1831. Давидовић је у полунезависној кнежевини на врло слободоуман начин саставио највиши правни акт на либералном устројству. Устав је био подељен на 14 глава и 142 члана. У другој глави, 3. и 4. чланом, били су одређени грб и застава Србије, што једна вазална земља не би смела да има. Застава је била „отворено-црвена, бјела и челикасто-угасита“. Уставом је подељена власт на законодавну, извршну и судску. Законодавна и извршна власт су припадале кнезу и Државном савету, а судска независним судовима. Извршну власт је чинило шест министара, а председник Савета је председавао и министарским седницама. Кнез је имао право да по чл. 14. двапут одбије предлог неког закона, али ако би и трећи пут био изгласан, он је морао да га прихвати под условом „да не иде на погубу народа, или противу Устава државнога“. Члан 14. представља модификацију сличног члана из француског револуционарног устава из 1791. У глави VII Устав је предвидео да судство буде подељено на три институције: окружне судове, Велики суд (апелациони) и једно одељење Државног савета, као суд трећег и највишег степена. У чл. 79. предвиђено је да се у целој земљи суди по јединственом законику (на скупштини, кнез Милош најавио је народу да ће бити донет грађански законик). У чл. 80. су описана права и дужности судија, који је предвиђао потпуну независност судија од било какве власти. У глави VIII Народној скупштини су дата права да одређује годишњи данак, да бира са Саветом новог кнеза и да се без њеног одобрења не може се мењати кнежева годишња плата. Скупштина је имала буџетско право, које је предвиђало да се никакви порези, намети и задужења државе не могу остварити без њеног одобрења, У каснијем периоду из овог ће се развити представнички систем и парламентарна владавина у Европи. Чланом 85. било је предвиђено да се заседање Скупштине обави 6. маја, на кнежев позив, а зависно од потребе могла је бити сазивана и више пута годишње. Овим уставом је предвиђено да Скупштина броји 100 чланова а народни посланик није смео да буде млађи од 30 година. Одредбе у глави XI о општенародним правима су донесене ради заштите појединца од тиранске власти. Члан 111. је предвиђао једнакост свих пред законом, а у чл. 112. установљено је да се нико не сме гонити, ни затварати, ни бити осуђен без надлежног суда и мимо закона. Поред тога, члан 113. је прописао да се сваком затворенику најдаље након три дана морало бити саопштено зашто је затворен и он је морао бити испитан, а члан 115. је предвиђао да је судити могао само надлежни суд, док је чл 114. гарантовао да ником не може бити двапут суђено за исту кривицу. Члан 119. гарантовао је да је приватна имовина неприкосновена и ... „Ко се покуси својевољно дирнути у туђе добро и имање, и или присвоити га, или окрњити, онај ће се сматрати за нарушитеља обштенародне безбједности, био он ко му драго и од куд му драго“. Међутим, једну од најважнијих одредби и за светску правну историју прописао је Члан 118. којим је забрањено ропство, наводећи да роб без обзира да ли је дошао сам или са неким, ступањем на тле Србије постаје слободан човек. Овим уставом је била успостављена и слобода вероисповести, где је чл. 97. осигуравао безбедност и заштиту државе свим својим грађанима, без обзира које вере они били.
На Сретење, 2. фебруара 1835. године, по новом календару 15. фебруара, на кнежевим ливадама у Крагујевцу и уз присуство 2,5 хиљада учесника и 10 хиљада знатижељног света донесен је свечано Устав, након чега је кнез понет од масе света на рукама, а док је гласање претходно вршено по окрузима без главног претреса. Сутрадан, Устав је прочитан и објављен на свечан начин, уз заставе и свечану музику, кнежеву коњичку и пешачку гарду и уз присуство државног врха и посланика, а увече је приређен ватромет и одржана позоришна представа. Тада је у пренамењеним просторијама крагујевачке Типографије, приказао Јоаким Вујић свој позоришни комад Фернандо и Јарика, према делу Карла Екартсхаузена. На основу новог Устава постављена су и петорица министара: за министра правде Лазар Теодоровић, за министра унутрашњих дела и за министра просвете Димитрије Давидовић, за министра иностраних послова Аврам Петронијевић, за министра финансија Алекса Симић и за министра војног Милета Радојковић. У Државни савет су ушли: Коца Марковић (председник Савета), Јосиф Милосављевић, Тома Вучић Перишић, Милосав Здравковић Ресавац, Михаило Герман, Ђорђе Протић и Ранко Мајсторовић. Колико је кнез Милош био одушевљен уставом најбоље сведоче његове речи упућене самом уставописцу:
Давидовићу, Давидовићу све што си до сад пискарао, данас си печатао.
У народу је овај устав изузетно добро примљен, а „Новине србске“ су писале да је кнез потписао „срећу Србије“. Међутим, овај либералан устав је убрзо изазвао протесте у Русији и Турској царевини, које нису ни имале своје уставе. Највеће европске империје Русија, Турска, Аустрија, Пруска, као и многе мање земље, у то доба, још немају уставе, нити их у догледно време доносе. У Аустријском царству је убрзо завладао страх да и њени поданици не затраже устав по угледу на њене суседе. Један од главних проблема је представљала и застава која је имала исте боје као и француска. Руски посланик у Цариграду Бутењев је изјавио да је „Србија у бездан пропала због француско-швајцарске конституције“, а члан Порте за инострана дела назвао га „заразителном конституцијом“. Аустријски посланик на Порти га у једном писму кнезу Метерниху означава као једну од највећих заблуда овога века, међутим, став бечких дворских кругова о овом уставу ипак најбоље илуструје текст објављен, 20. септембра 1835, у аугзбуршким Општим новинама (Allgemaine Zeitung) где се наводи „...за Србију нису слободоумне уредбе, попут оних у француском уставу, већ је само требало обезбедити личност, имање и част... и то што је кнезу ограничено право вета за поједине законе, те да му је требало бити дозвољено да може да одбије који год хоће закон и да по свом нахођењу уклања државне чиновнике“. Све ове три силе су се сложиле да је устав републикански и револуционаран и против њиховог феудалног поретка.
Критике и притисци на Србију су отпочеле истог тренутка од доношења устава. Међутим, кнез Милош се и није много супротстављао страним притисцима, који су му ишли на руку. Уз изговор да се мора удовољити страним силама, Милош је у кратком року разрешио све министре. Први су смењени, Милета Радојковић и Димитрије Давидовић, 16. марта 1835. а до краја месеца и сви остали, чиме је први и слободарски устав неславно завршио и стављен ван снаге. Давидовић је после тврдио да је чедо, мислећи на устав, уморено још док је било у колевци. Иако је устав укинут после само 55 дана, кнез Милош више никада није успео да поврати монопол у трговини, а уместо њега, у сам врх предузетништва су се изборили млађи и енергичнији трговци, Миша Анастасијевић и Илија Милосављевић, који су веома успешно акумулирали робно - новчани капитал. Сви они су имали заједничко социјално порекло, били су веома сиромашни. За разлику од феудализма где су се племићке титуле и богатства породично наслеђивала или додељивала од стране владаоца у капитализму је било обрнуто, најнижи припадници друштвеног слоја добили су прилику да се попну на сам врх друштвене лествице. Од Ђурђевдана (6. мај) 1835. године престале су и феудалне обавезе, па се тај дан узима као дан коначног укидања феудализма у Србији. То је крај социјалног процеса Српске револуције. Средином априла 1835. године састављена је комисија за израду устава, у коју су били: Аврам Петронијевић, Јокса Милосављевић, Алекса Симић, Ђорђе Протић, Јаков Живановић и Стеван Радичевић. Комисија чим је израдили нацрт устава, послали је текст у Цариград на одобрење. Тај нацрт је послужио за основу устава који ће у виду султановог хатишерифа бити издат 10. децембра 1838. познат и као Турски устав. Овим уставом кнежева власт је ограничена Совјетом (Влада), састављеним од извесног броја саветника, које кнез није могао да отпусти.

## Пут у Цариград и Танзимат
Још док се нису смириле страсти око доношења Устава, у пролеће 1835. године, кнез Милош је добио званичан позив да посети султана у Цариград. Да би његов пут у Цариград, осим протоколарног имао и политички значај, кнез Милош је сазвао Скупштину у Крагујевцу 1. јуна, која је, између осталог, закључила да ће овом посетом Србија „створити углед у свету“. Након обимних припрема кнез Милош је 31. јула 1835. године са делегацијом испловио из Пожаревца. У пратњи од око 60 људи и комесара, барона Рикмана и Ибрахим Наби-ефендије. Заједно са кнезом у Цариград су отпутовали: Аврам Петронијевић, Михаило Герман, Алекса Симић, Вуле Глигоријевић, Јованча Спасић, Аврам Стојковић, Јаков Живановић и друге личности. После ручка у Голупцу и конака у Милановцу најзначајније станиште кнеза Милоша на путу за Цариград био је Видин. Ту је Хусеин-паша приредио кнезу Милошу велелепан дочек. Након Видина, кнез је са свитом наставио пут преко Лома, Рахова и Свиштова до Рушчука где га је дочекао Саид-паша. А онда је у Варни на Црном мору одсео у султановој палати одакле је паробродом упловио у Цариград 17. августа. Првих дана боравка у турској престоници Милош је посетио највише портине званичнике, као и стране посланике а онда је уследила званична аудијенција код султана Махмуда II. Српски кнез, у младости сиромашан чобанин, се пред султаном појавио у генералској униформи, са турским и руским одликовањима на грудима, међу којима се истицао највиши руски Орден Свете Ане. Цариградски лист “Ле Монитор Отоман” пише да је султан казао Милошу кад је изведен пред њега “Милош-бег, добро дошли. Надам се да су вас управници области куда сте прошли, примили с почастима и указали гостопримство по мојој заповести и сходно вашем чину.” Милош се захвалио Султану на пријему, као и издатом хатишерифу а његов говор је преводио Аврам Петронијевић. После те беседе, султан заповеди да се донесу дарови, орден са сликом царевом, искићен богато брилијантима и сабљу, искићену драгим камењем. Пошто је кнез Милош примио дарове, на заповест султанову царски ађутанти су затим и огрнули Милоша златном харванијом (свечаном одором). Након ове иницијације, незванично је отпочео Танзимат, процес реформи у Османском царству, који ће довести до првог Устава и формирање парламента у Османском царству 1876. године. Сутрадан после аудијенције код султана, српска делегација на челу са Милошем кренула је у обилазак Цариграда. Опроштајна аудијенција код султана одржана је 18. октобра 1835. године. Кнез Милош је тада царски дариван једним арапским пастувом и цветом у брилијантима за кнегињу Љубицу. Трошкови боравка српске делегације у Цариграду били су огромни и износили су 2 498 017 пореских гроша или 104 084 дуката у злату, али ово путовање је претходно одобрила Скупштина у Крагујевцу.

## Рударство и ливница
Током боравка српске делегације у Цариград, на кнежев позив у Србији су боравили рударски старешина и инжењер барон Сигмунд фон Хердер са сарадницима из Саксоније, који су вршили теренска испитивања, у пратњи члана Совјета Стевана Радичевића, за отварање рудника, изградњу ливнице и рударске железнице у Србији.
Барон Хердер је у Србију донео поклон збирку од 500 примерака минерала које је сакупио по различитом крајевима света, а потом је обогатио узорцима и из Србије. Из „баронове збирке“ до данас су сачувана 254 узорка која се чувају на прописан начин у збирци - музеју Рударско-геолошког факултета Универзитета у Београду. Барон фон Хердер је током истраживања старог рудника гвожђа у селу Рудњаку код Крушевца пронашао зелено-плави минерал. По повратку у Фрајберг утврђено је да се ради о новој минералној врсти, који је на његов предлог назван Милошин по кнезу Милошу. Кнез Милош је за добро одрађен посао на терену и поклон минеролошку збирку наградио барона са 1000 дуката у злату и сабљом посебно искованом и украшеном с 108 брилијаната од 20 карата Ова сабља је постала заштитни знак и баштина Хердерових наследника на месту врховног рударског старешине Саксоније.

## Пад са власти
Након Милошева пута у Цариград, 17. фебруара 1836. године Србија отвара прво дипломатско представништво под називом „Књажевско-српска агенција“ у Букурешту, а велике силе почеле су да отварају у Србији конзулате. Први званични конзулат у Србији отворила је Аустријска царевина, септембра 1836, који је био формално наименован код турских власти. Након Аустрије и Велика Британија отворила је почетком 1837. године први конзулат. Први генерални конзул био је пуковник Џорџ Лојд Хоџис, који је био први страни конзул постављен баш код кнеза Србије. Тада су се Срби први пут срели са представником силе која није била традиционална на овим просторима, а у којој се била распламсала индустријска револуција. Тадашњи енглески министар иностраних послова лорд Палмерсон (1784—1865) сматрао је да у Београд треба да пошаље дипломатског представника како би на лицу места посматрао деловање руске дипломатије, против које се Британија у то време борила свим средствима, од Балкана до Авганистана. Руска царевина је код кнеза Милоша имала од раније своје изасланике а од 1838. године отвара први конзулат. Преко својих конзула, конзервативна Аустрија и Русија су надзирале да у Србији носиоци „слободоумних идеја у француском револуционарном духу“ не дођу поново до изражаја. Да би у Србији умањио њихов утицај а повећао аустријски, Метерних је 1837. у преписци са Кнежевом канцеларијом „предложио“ Милошу да Србија усвоји „Аустријски грађански законик“ и за превод законика на српски препоручио школованог правника Јована Хаџића. Милош се сложио са Метернихом по питању „слободоумних идеја“ али је сматрао да увођење законика није у његовој надлежности, већ саме Порте. Пошто је одлуку пребацио на терен Цариграда, најмоћнија чланица Свете алијансе, Русија, која је тамо била веома утицајна, већ је вршила притисак да се донесе нови Устав за Србију у форми Хатишерифа, а на штету Кнеза Србије.
Кнез Милош је из Крагујевца 20. јула 1837. писао наређење Панти Х. Стоилу, управнику Царинарнице у Београду, у вези спречавања аустријске шпијунаше. У писму,поред осталог пише: Познато вам је, да се у Земуну пре зна шта се овде ради, него што се у Сeрбији то знаде... да пронађете који су то што такове шпионлуке воде... 
Предосећајући намере Свете алијансе, Милош се још више спријатељио са енглеским конзулом Хоџисом, уздајући се да ће моћи у савезу са Енглезима да наметне устав који би по њега био што повољнији. Међутим, у то време утицај Русије на Порти био је јачи. Децембра 1838. године довршен је и проглашен Хатишериф, у народу познат као „Турски устав“, који су израдили углавном турски и руски представници. Устав је проглашен на Народној скупштини одржаној у фебруару 1839. године у Београду. Њиме је, између осталог, остварена руска намера, коју Милош уз Енглезе није успео да спречи, да се оснује Савет (Совјет) од седамнаест доживотних чланова, у који је ушло доста кнежевих противника. Тако је, у Србији, дошло до парадокса где су либерална Енглеска и Француска подржавале „аутократског“ кнеза, а конзервативне царевине Русија, Аустрија и Турска су стале на страну „демократског“ тела Државног савета. Устав из 1838. године, као и извесни закони донети тада, проузроковао је немире у Кнежевини. Уставобранитељска опозиција је у првој половини 1839. године толико ојачала, да је кнез Милош потражио решење за њено кршење у подизању тзв. Јованове буне, која је била лоше припремљена, уставобранитељи су успели лако да је угуше, а њихов предводник Тома Вучић Перишић, је у Крагујевцу сакупио представнике 12 округа и извршио „избор“ народних посланика за предстојећу скупштину. Уставобранитељски прваци су искористили овакву скупштину да изврше притисак на кнеза и приморају га да поднесе оставку 13. јуна 1839. године. Потом је на једној проширеној седници Савета (Совјета) изабрано Прво намесништво (Аврам Петронијевић, Јеврем Обреновић и Тома Вучић-Перишић) да уместо тешко болесног кнеза Милана Обреновића II управља Кнежевином Србијом. Два дана после абдикације кнез Милош је са сином Михаилом напустио Србију и настанио се на свом имању у Хераштију у Кнежевини Влашкој. Међутим, претходно се у априлу 1839. године у Београду и Балкану, који је још увек живео у феудализму, завијорила на кошави застава слободе јер је Француска отворила своје дипломатско представништво. Кнежевина је остала без владаоца када је 8. јула умро кнез Милан, па је намесништво наставило да управља земљом све до доласка кнеза Михаила у Србију у марту 1840. године.

## Изгнанство
Наследио га је тешко оболели старији син Милан, који је умро после месец дана, па је престо припао Милошевом млађем сину Михаилу. Милош је тридесетих година 19. века куповао имања у "Каравлашкој" за велики новац. За њега су трансакције извршавали опуномоћеници Стојан Симић и Влах, Гица Опран. Своја имања у Влашкој кнез Милош је стекао новцем од монопола на трговину, а и закупом рудника соли у Влашкој. На своја имања је доводио најамнике са породицама из Србије као и из ње одвлачио грађу за своје конаке. Вук Ст. Караџић га је због те вишеструко штетне (по кнеза али и Србе) "работе", прекоревао у својим писмима упућеним књазу. Мада је кнез те сеоске поседе спремао за своју одступницу, да би се ту бавио и од њих живео није могао да дуже остане у Каравлашкој. Одлуком Свете алијансе, кнез Милош није дуго остао на својим поседима. Отоманска царевина и руска царевина, у споразуму с аустријским двором, одредили су му за место боравка Беч, којим је владао кнез Метерних, а са којим ће кнез Милош брзо ући у нетрпељивост и политички сукоб. У Бечу, где му је кретање било ограничено, смео је ићи на север или према Чешкој или Моравској али никако на југ. Кнез Милош је у Бечу купио кућу у Мараконер-гасе, у близини дворова, али изван градске тврђаве, садашњег Ринга. На један спрат куће је дозволио да се усели са породицом књижевник Вук Стефановић Караџић, који му је био на услузи. По дозволи Бечког двора, Милош је у Бечу купио у Хицингу имање на којима су данас чувене пивнице.
Михаило је наставио да влада по узору на свог оца, па је и он убрзо прогнан из земље. Крајем августа 1841. године у Србији је дошло до Вучићеве буне, која је имала подршку Порте. Кнез Михаило је, после два боја са Вучићем и његовим људима, морао да напусти Србију. Уставобранитељи су 1842. године довели Карађорђевог сина Александра. Ту смену је признала Света алијанса, одредивши емиграцију за кнеза Михаила. У емиграцији, кнез Михаило се придружио оцу у Бечу, који му је одредио за гувернадура Вука Караџића. Кретање кнеза Милоша и Михаила је пратила тајна полиција по налогу Бечког двора, али у исто време били су ухођени и од стране агената кнежевске владе из Београда. Кључан догађај за Милоша у то доба представља смрт његове супруге Љубице у Новом Саду, 1843. године, и тренутак када од Метерниха не добија сагласност да путује на југ, односно на сахрану своје супруге. Кнез Милош је из Беча непрекидно радио на свом повратку у Србију. Под његовим утицајем избила је 1844. године Катанска буна, названа по униформама организатора ове буне, који су пребацили преко реке Саве и покушали да побуне Западну Србију под вођством Стојана Јовановића Цукића. Буну је угушио Матеја Ненадовић са Ваљевцима у њеном зачетку. Исте године, Србија је, после доста перипетија, добила први савремен грађански законик, који је саставио Јован Хаџић (на том послу је радио од 1837. године) по аустријском узору, четврти по реду у Европи (после француског из 1804, аустријског из 1811. и холандског из 1838). Кнез Милош и Михаило су окупљали поверљиве људе око себе и правили планове за повратак у Србију, међутим, они нису били за српске сукобе са Мађарима за разлику од присталица илирског покрета, који ће се претворити у ратни сукоб за рачун рестаурације Бечког двора. У марту 1848. године отпочели су студентски немири у Бечу који ће покренути оружане сукобе у целом царству. Метерних априла 1848. у великом страху бежи из Беча и одлази у изгнанство. Крајем априла кнез Милош шаље Вука Караџића на „Велики словенски конгрес“ у Праг, свог сина, кнеза Михајла, упућује у Нови Сад како би спречио сукоб између Мађара и Срба, док сам одлази на југ у Загреб на заказан Хрватско-српски сабор, где га присталице „илирског покрета“ и рестаурације Хабзбурга због својих веза са Кошутом убрзо стављају у кућни притвор.

## Повратак на власт и Закон о скупштини
У међувремену у Србији је долазило све до већег јаза између кнеза Александра и чланова Савета, који се оличавао у томе ко ће контролисати државну управу. Врхунац ове кризе је достигнут када се поставило питање ко ће контролисати војску а кнез је по природи ствари захтевао да војска буде под његовим врховним заповедништвом. Продубљивању сукоба између кнеза и Савета допринела је и чињеница да је кнез постављао најближе рођаке своје жене, књегиње Персиде, и одане пријатеље на висока места у државној управи. У таквим околностима, септембра 1857. власти су открили покушај атентата на кнеза Александра, а истрага је усмеравана да је у њему био умешан председник Савета Стеван Стевановић-Тенка, по коме је и цео случај назван Тенкина завера, председник Врховног суда Цветко Рајовић и три саветника. Уставобранитељима је постало јасно да кнез има јак алиби да изврши државни удар, а односи између два тела, кнеза и Савета, су достигли критичну тачку. Завереници су проглашени кривим и осуђени на смрт, али се због интервенције Порте кнез Александар уплашио да потпише налог за извршење казне. Зато се излаз тражио изван редовне правно-политичке процедуре. Сазвана је Скупштина као народно представничко тело, да разреши кризу. Скупштина је била сазвана на Св. Андреју Првозваног 1858. па је и због тога позната у историји као Светоандрејска скупштина. За ову прилику донет је и посебан закон о Народној Скупштини. Први закон о Народној Скупштини, израђен под владом Илије Гарашанина, објављен је 28. октобра 1858. Овај Закон се односио само на једну скупштину и прописивао о избору народних представника како би се спречило да то представничко тело постане обична гунгула предвођена једним човеком, Томом Вучић – Перишићем. Скупштина је обухватала укупно 438 посланика. Од њих 378 је имало карактер изабраних посланика, док је осталих 60 посланика ушло у Скупштину на основу свог положаја.
Опозиционе групе су биле јединствене у томе да се треба оборити кнез али не и по питању шта треба урадити након кнежевог пада. Најорганизованија политичка група су били млади либерали Владимир Јовановић, Јеврем Грујић, Милован Јанковић, Ранко Алимпић и Јован Илић, којима је за разлику од других било стало да Скупштина постане стално тело, бирано од народа, које ће се редовно сазивати како би вршила законодавну власт. Пошто је за председника изабрала капетан Мишу Анастасијевића а за секретаре либерале Јеврема Грујића и Јована Илића, Скупштина је започела рад у „Великој пивари“. Грујић и Илић су настојали да Скупштина одмах изгласа Закон о Народној скупштини као сталном телу. Након овог, права драма и метеж су се одвијали 10, 11. и 12. децембра када се политичка борба претворила у династичку у којој су учествовали поражени кнез, присталице кнеза Милоша, министри, Савет, Народна скупштина, војска и грађани на улици. Скупштина је прво донела одлуку о опозиву кнеза Александра, који се по пријему акта о томе склонио код паше у тврђаву, а потом је Скупштина на брзину и без расправе изабрала Милоша Обреновића за кнеза баш како су то хтели секретари и либерали Грујић и Илић. Скупштина је до тада често падала под један, а час под други утицај. Војска, још увек под командом Александрових људи, хтела је да растера Скупштину. Довела је чланове Савета у касарну где је трећег дана преврата Александар Карађорђевић, упркос одлуци Скупштине, враћен на престо. Војска је у неколико наврата била упућивана на Скупштину, али је одступила и положила оружје услед снажног отпора грађана на улицама. Схватајући да се Скупштина у том часу заиста наметнула као највиши орган власти у Србији излазећи из оквира важећег поретка, војска се повукла не желећи додатно да компликује политичку кризу и признала је њене одлуке, које су убрзо биле извршене. Увидевши да је све изгубљено Александар Карађорђевић је признао пораз. Уступио је команду над војском министру унутрашњих дела Илији Гарашанину. С падом Александра Карађорђевића престао је и уставобранитељски режим у Србији. Револуција коју је 1858. извела саветска уставобранитељска странка, окренула се на крају против ње. Од главних политичара из те групе једино је Гарашанин преостао. Једини истински победник у овим догађајима била је установа Народне Скупштине која је захваљујући младим „паризлијама“ успела, да преузме врховну власт и ударила темеље за парламентарни систем власти.

## Смрт Милоша Обреновића
Кнез Милош је преминуо 14. септембра по старом, односно 26. септембра по новом календару 1860. године, у својој 80 години, у Двору у Топчидерском парку. Једини је владар из своје династије који је живео дуже од 47 година.
Сахрањен је у крипти Саборне цркве Светог Арханђела Михаила у Београду.

## Наслеђе
Кућа Милоша Обреновића у Горњој Црнући, из које је Милош две године управљао Србијом и у којој је донета одлука о подизању Другог српског устанка, је проглашена за споменик културе од изузетног значаја.
Његово име носи Улица Кнеза Милоша у Београду, дуж које се налазе бројне државне институције и амбасаде, те улице у бројним другим српским градовима. Улица је носила име Улица Милоша Великог све док јој за време комунизма нису променили назив у њено данашње име. Композиција „Таковски устанак“ која га представља постављена је 2004. испред зграде Владе Србије. Књаз Милош А. Д. је један од водећих српских произвођача минералне воде.
Милан Ђ. Милићевић је 1893. објавио књигу „Кнез Милош прича о себи“ приређену на основу рукописа старог више деценија у коме је кнез Милош причао о свом животу, а писар је то записивао.
Кнез Милош је имао осморо деце у браку са кнегињом Љубицом, и још осморо ванбрачне деце. Постоје наводи и да му је Миливоје Петровић Блазнавац био ванбрачни син, међутим то не може се са неоспорном сигурношћу утврдити. Троје ванбрачне деце, ћерке Велика и Марија и син Гаврило, сахрањени су поред старе цркве у Крагујевцу.
Неколико година његов берберин је био Нићифор Нинковић који је о томе оставио мемоаре. Лични лекар током прве владавине био му је Бартоломео Куниберт који је написао двотомну књигу преведену на српски под насловом „Српски устанак и прва владавина Милоша Обреновића 1804-1850“.
Црква Светог Саве на Савинцу је његова задужбина.
Део породичне преписке кнеза Милоша сачуван је код његове ћерке Петрије Бајић у близини Темишвара. Имање је 1925. године откупио Јоца Вујић и преписку је завештао Универзитетској библиотеци „Светозар Марковић“ која је 2015. године објавила књигу „Породична преписка кнеза Милоша Обреновића из Архивске збирке Јоце Вујића у Универзитетској библиотеци „Светозар Марковић““  219996172.
По њему је названа ОШ „Милош Обреновић” Аранђеловац.
Током опсаде Ужица 1807. у Првом српском устанку Милош Обреновић је био тешко рањен. Крајем XIX века краљ Александар Обреновић приликом посете Ужица и Златибора на месту Крчагову где је Милош Обреновић рањен поставља темеље за изградњу касарне.
Ауто-пут А2 који је завршен крајем 2019. године по њему носи назив "Милош Велики".

## Кнез Милош у анегдотама
За време владавине кнеза Милоша сачувано је доста анегдота а кнез је био препознат по вицкавости.

### Племство
Кад је кнез Милош ослободио Србију и завео неки ред у земљи, онда они који су полагали неко право на заслуге у земљи, а веле да их је било пет или шест, дигну се па Кнезу Милошу у Крагујевац. Кнез Милош их лепо прими и упита их што су дошли.
```
Па, Господару, рећи ће један од њих, дошли смо да те молимо да поделиш Србију на спахилуке, те да и нама даш по који спахилук, јер и ми имамо заслуге за ову земљу, па је право да будемо спахије.
Какве спахије, оца вам вашег, зар се ми борисмо и крв проливасмо док истерасмо спахије из земље. Турци су били спахије у овој јадној земљи, па сад да дам народу крштене спахије да му крв сисају.
Дуго су ћутали ти народни трудбеници, па ће онда тек један од њих рећи:
Па, Господару, кад то не даш, а ти нам дај титуле грофова, барона...
Јес, јес, отац ти је био козар ти треба да будеш гроф... јок море, батали.
Па, кад нам ни то не даш, а ти нам бар допусти да се зовемо као они Руси - Корзаков, Горчаков, Дондуков...
Е, то море, одговори кнез Милош. Ето, ти се зови, указујући прстом на сваког, Шаров, ти - Зељов, ти - Белов, ти - Гаров, ти - Мургов (имена волова).
[
34
]
```

### Медицина
У Србији се у Милошево време прочуо један надрилекар који је сам на своју руку справљао неке „лекарије“ против болова и потом их продавао сељацима. Пошто је било притужби на његово „сочињеније“ ти су гласови стигли до Милоша и он нареди да му приведу надрилекара да га испита. Након што се Милош уверио да надрилекар прави неке смешне траве потпуно произвољно, он изрече пресуду: „Ударите му 25 батина, а онда му ставите на леђа те његове траве да му олакшају болове.“
Године 1848. дао је одобрење једном љубљанском трговцу, који му је раније био домаћин, да радњу назове "код кнеза Милоша", и послао му слику из Дрездена.
Изрека "Говори српски, па да те цео свет разуме" на једном месту се приписује кнезу Милошу.

## Преци
| \| \| \| \| \| 2. Теодор Михаиловић \| \| \| \| \| \| \| \| \| \| \| \| \| \| \| \| \| \| \| \| \| \| \| \| \| \| \| \| \| \| \| \| \| 1. Милош Обреновић \| \| \| \| \| \| \| \| \| \| \| \| \| \| \| \| \| \| \| \| \| \| \| \| \| \| \| \| \| \| \| \| \| \| \| \| 3. Вишња Урошевић \| \| \| \| \| \| \| \| \| \| \| \| \| \| \| \| \| \| \| \| \| \| \| \| \| |                    |  |  |                      |  |  |  |
| |                    |  |  | 2. Теодор Михаиловић |  |  |  |
| |                    |  |  |                      |  |  |  |
| |                    |  |  |                      |  |  |  |
| |                    |  |  |                      |  |  |  |
| | 1. Милош Обреновић |  |  |                      |  |  |  |
| |                    |  |  |                      |  |  |  |
| |                    |  |  |                      |  |  |  |
| |                    |  |  |                      |  |  |  |
| | 3. Вишња Урошевић  |  |  |                      |  |  |  |
| |                    |  |  |                      |  |  |  |
| |                    |  |  |                      |  |  |  |

## Породица

### Супружник
| име                | слика | датум рођења     | датум смрти   |
| ------------------ | ----- | ---------------- | ------------- |
| Љубица Вукомановић |       | 14. јануар 1785. | 14. мај 1843. |

Од 1820. до 1835. кнез Милош био је у интимној вези са Јеленком Хербез, женом турског порекла чије право порекло није познато, али која је у том периоду, али и касније имала великог утицаја на њега, а тиме и на српску политику. У народу је била позната и као Мала госпођа (за разлику од кнегиње Љубице коју су звали Велика госпођа). Јеленка и Милош су имали сина Гаврила, који је умро у другој години живота. Године 1835, уз посредовање самог кнеза, Јеленка се удаје за Теодора Хербеза, добивши при том и богату отпремнину. Хербезови нису имали деце, па су сво своје велико имање оставили Јеленкиној сестричини Јелени Грујић, жени Јеврема Грујића.

### Брачна деца
| име                       | слика | датум рођења           | датум смрти                   | супружник                |
| ------------------------- | ----- | ---------------------- | ----------------------------- | ------------------------ |
| Петрија (Перка) Обреновић |       | 6. јул (24. јун) 1808. | 6. фебруар (25. јануар) 1871. | Теодор Бајић од Варадије |
| Јелисавета Обреновић      |       | 28. март 1814.         | 5. октобар 1848.              | Јован Николић од Рудне   |
| Ана Обреновић             |       |                        |                               | умрла у детињству        |
| Марија Обреновић          |       |                        |                               | умрла у детињству        |
| Тодор Обреновић           |       |                        |                               | умро у детињству         |
| Петар Обреновић           |       |                        |                               | умро у детињству         |
| Кнез Милан                |       | 21. октобар 1819.      | 8. јул 1839.                  | умро у младости          |
| Кнез Михаило              |       | 16. септембар 1823.    | 10. јун 1868.                 | Јулија Хуњади            |

## Галерија
- Место родне куће кнеза Милоша у Горњој Добрињи
- Спомен-обележје постављено 1879. године
- Наређење Милоша Обреновића команданту Дунавско - тимочком Стефану Стојановићу да пошаље кнежеву стоку на кнежево имање у Румунију
- Рапорт командата Дунавско–тимочког Стефана Стојановића књазу Милошу да су скелом из Прахова за Румунију на књажево имање послате 62 краве, 43 телета и 2 бика
- Чибук кнеза Милоша.
- Кнез Милош у причама, Милан Милићевић, штампа Типографија, 21 цм, 359 стр. [(20) листова са таблама], Загреб, 1930.
- Кнез Милош на новчаници од 50 милијарди динара из 1993.
- Кнез Милош на новчаници од 50 Нових динара из 1996.